# آیدون
آیدون (به انگلیسی: Eydon) یک محله مدنی و روستا در بریتانیا است که در ساوت نورث‌همپتون‌شر واقع شده‌است. آیدون ۴۲۲ نفر جمعیت دارد.